# Альваро Техеро
Альваро Техеро (ісп. Álvaro Tejero, нар. 20 липня 1996, Мадрид) — іспанський футболіст, захисник клубу ««Аріс»».

## Ігрова кар'єра
Народився 20 липня 1996 року в місті Мадрид. Вихованець юнацької команди «Кольядо Вільяльба», а з 2005 року — кантери мадридського «Реала».
У дорослому футболі дебютував 2015 року виступами за команду «Реал Мадрид Кастілья», в якій провів три сезони. Протягом цього ж періоду включався до заявки головної команди королівського клубу, утім з'являвся на полі у її складі лише епізодично і здебільшого в іграх національного кубка та європейських турнірів. В іграх Ла-Ліги виходив у складі «вершкових» лише одного разу, у переможному для них сезоні 2016/17.
Протягом 2018–2019 років грав на умовах оренди за «Альбасете», після чого уклав повноцінний контракт з «Ейбаром».
2020 року останній клуб віддав гравця в оренду до клубу «Реал Сарагоса».
9 липня 2024 року на правах вільного агента перейшов у «Еспаньйол».

## Титули і досягнення
- Чемпіон Іспанії (1):

«Реал Мадрид»: 2016/17